# Голубой дракон (кинопремия, 2023)
44-я церемония вручения кинопремии «Голубой дракон» (кор. 제44회 청룡영화상) — ежегодная церемония награждения за достижения в области кинематографа в Южной Корее, организованная «Sports Chosun», дочерним брендом «Чосон ильбо». Ведущими премии выступили Ким Хе Су, в 30-й и последний раз и Ю Ён Сок. Церемония прошла 24 ноября 2023 года в KBS Hall в Ёыйдо, Сеул. Прямая трансляция мероприятия велась на каналах KBS2 и YouTube-каналах KBS. Номинации были объявлены 6 ноября. Фильм «Контрабандистки» (кор. 밀매자들) получил 12 номинаций.
«Контрабандистки» — криминальная драма режиссёра Рю Сын Вана завоевала четыре награды, включая премии за лучший фильм, лучшую мужскую роль второго плана, лучшую актрису-новичка и лучшую музыку.

## Выбор наград
Победители премии определяются через голосование пользователей в приложении «Celeb Champ», которое началось 7 ноября. Голосование за номинации «Лучший фильм», «Лучший режиссёр», «Лучший режиссёр-новичок», «Лучший актёр» и «Лучшая актриса», «Лучший актёр второго плана», «Лучший актёр-новичок» и «Лучшая актриса-новичок», а также за награду «Популярная звезда» завершилось 24 ноября в 12:00. Голосование за номинации «Лучшая операторская работа», «Лучший сценарий», «Лучшая музыка», «Лучший монтаж», «Лучший технический вклад» завершилось 15 ноября.

## Номинанты и лауреаты
Номинанты на премию были объявлены в 15 категориях 6 ноября 2023 года. Победители перечислены первыми, выделены жирным шрифтом и отмечены знаком «★».

### Количество побед/номинаций
- 4/12: «Контрабандистки[англ.]»
- 3/9: «Ночная сова[англ.]»
- 2/11: «В паутине», «Выжившие. Бетонная утопия»
- 1/4: «Следующая Сохи[англ.]», «Безнадёга[англ.]»
- 1/3: «Спи[англ.]», «Луна», «Криминальный город: Разборки в Пусане[англ.]»
- 0/3: «Медовая сладость[англ.]», «Дворец мечты», «Теплица»
- 0/2: «Балерина[англ.]», «Наследник[англ.]», «Герой[англ.]»
- 0/1: «Игра в Пусане[англ.]»

| Категория                              | Номинанты и лауреаты                                                         | Номинанты и лауреаты                                       |
| -------------------------------------- | ---------------------------------------------------------------------------- | ---------------------------------------------------------- |
| Лучший фильм                           | ★ Контрабандистки                                                            | ★ Контрабандистки                                          |
| Лучший фильм                           | Выжившие. Бетонная утопия                                                    |                                                            |
| Лучший фильм                           | Следующая Сохи                                                               |                                                            |
| Лучший фильм                           | Ночная сова                                                                  |                                                            |
| Лучший фильм                           | В паутине                                                                    |                                                            |
| Лучший режиссёр                        |                                                                              | ★ Ом Тхэхва — «Выжившие. Бетонная утопия»                  |
| Лучший режиссёр                        | Ким Чжи Ун — «В паутине»                                                     |                                                            |
| Лучший режиссёр                        | Рю Сын Ван — «Контрабандистки»                                               |                                                            |
| Лучший режиссёр                        | Ли Хан — «Медовая сладость»                                                  |                                                            |
| Лучший режиссёр                        | Чон Чжу Ри — «Следующая Сохи»                                                |                                                            |
| Лучшая мужская роль                    |                                                                              | Ли Бён Хон ― «Выжившие. Бетонная утопия» (за роль Ёнтхака) |
| Лучшая мужская роль                    | До Кёнсу — «Луна» (за роль Хван Сону)                                        |                                                            |
| Лучшая мужская роль                    | Рю Джун Ёль — «Ночная сова» (за роль Кёнсу)                                  |                                                            |
| Лучшая мужская роль                    | Ю Хе Джин — «Медовая сладость» (за роль Чихо)                                |                                                            |
| Лучшая мужская роль                    | Сон Кан Хо — «В паутине» (за роль режиссёра Кима)                            |                                                            |
| Лучшая женская роль                    |                                                                              | ★ Чон Юми — «Спи» (за роль Суджин)                         |
| Лучшая женская роль                    | Ким Со Хён — «Теплица»                                                       |                                                            |
| Лучшая женская роль                    | Ким Хе Су — «Контрабандистки» (за роль Чжо Чун Джа)                          |                                                            |
| Лучшая женская роль                    | Пак Поён — «Выжившие. Бетонная утопия» (за роль Мёнхва)                      |                                                            |
| Лучшая женская роль                    | Ём Чон А — «Контрабандистки» (за роль Ум Джин Сук)                           |                                                            |
| Лучшая мужская роль второго плана      |                                                                              | ★ Чо Ин Сон — «Контрабандистки» (за роль Сержанта Квона)   |
| Лучшая мужская роль второго плана      | Пак Чон Мин — «Контрабандистки» (за роль Чан До Ри)                          |                                                            |
| Лучшая мужская роль второго плана      | Сон Джунги — «Безнадёга» (за роль Чи Гёна)                                   |                                                            |
| Лучшая мужская роль второго плана      | Ли Джунхёк — «Криминальный город: Разборки в Пусане» (за роль Чжу Сон Чхоля) |                                                            |
| Лучшая мужская роль второго плана      | О Джонсе — «В паутине» (за роль Кан Хо Се)                                   |                                                            |
| Лучшая женская роль второго плана      |                                                                              | ★ Чон Ёбин — «В паутине» (за роль Син Мидо)                |
| Лучшая женская роль второго плана      | Кристал Чон — «В паутине» (за роль Хан Юрим)                                 |                                                            |
| Лучшая женская роль второго плана      | Ким Сон Ён — «Выжившие. Бетонная утопия» (за роль Кымэ)                      |                                                            |
| Лучшая женская роль второго плана      | Хан Сон Хва — «Медовая сладость» (за роль Ынсук)                             |                                                            |
| Лучшая женская роль второго плана      | Ли Юн Джи — «Дворец мечты»                                                   |                                                            |
| Лучший актёр-новичок                   |                                                                              | ★ Хон Са Бин — «Безнадёга» (за роль Ён Гю)                 |
| Лучший актёр-новичок                   | Ли Син Ён — «Игра в Пусане» (за роль Чон Ки Бён)                             |                                                            |
| Лучший актёр-новичок                   | Ким Сон Хо — «Наследник» (за роль Дворянина)                                 |                                                            |
| Лучший актёр-новичок                   | Кан Тэ Джу — «Наследник» (за роль Марко Хана)                                |                                                            |
| Лучший актёр-новичок                   | Чхве Мин Ён — «Дворец мечты»                                                 |                                                            |
| Лучшая актриса-новичок                 |                                                                              | ★ Ко Минси — «Контрабандистки» (за роль Го Ок Бан)         |
| Лучшая актриса-новичок                 | Ким Си Ын — «Следующая Сохи» (за роль Сохи)                                  |                                                            |
| Лучшая актриса-новичок                 | Ким Хёнсо — «Безнадёга» (за роль Хаян)                                       |                                                            |
| Лучшая актриса-новичок                 | Ан Ын Джин — «Ночная сова» (за роль Чо Со Ён)                                |                                                            |
| Лучшая актриса-новичок                 | Ан Со Ё — «Теплица»                                                          |                                                            |
| Лучший режиссёр-новичок                |                                                                              | ★ Ан Тэ Джин — «Ночная сова»                               |
| Лучший режиссёр-новичок                | Ка Сон Мун — «Дворец мечты»                                                  |                                                            |
| Лучший режиссёр-новичок                | Ким Чан Хун — «Безнадёга»                                                    |                                                            |
| Лучший режиссёр-новичок                | Джейсон Ю — «Спи»                                                            |                                                            |
| Лучший режиссёр-новичок                | Ли Соль Хи — «Теплица»                                                       |                                                            |
| Лучший сценарий                        | ★ Чон Чжу Ри — «Следующая Сохи»                                              | ★ Чон Чжу Ри — «Следующая Сохи»                            |
| Лучший сценарий                        | Ли Син Джи, Ом Тхэхва — «Выжившие. Бетонная утопия»                          |                                                            |
| Лучший сценарий                        | Хен Ын Ми, Ан Тэ Джин ― «Ночная сова»                                        |                                                            |
| Лучший сценарий                        | Рю Сын Ван, Ким Чжон Ен, Чхве Чха Вон — «Контрабандистки»                    |                                                            |
| Лучший сценарий                        | Син Ён Сик — «В паутине»                                                     |                                                            |
| Лучший монтаж                          |                                                                              | ★ Ким Сун Мин — «Ночная сова»                              |
| Лучший монтаж                          | Хан Ми Ён — «Спи»                                                            |                                                            |
| Лучший монтаж                          | Хан Ми Ён — «Выжившие. Бетонная утопия»                                      |                                                            |
| Лучший монтаж                          | Ян Чжин Мо — «В паутине»                                                     |                                                            |
| Лучший монтаж                          | Ли Ган Хи — «Контрабандистки»                                                |                                                            |
| Лучшая операторская работа и освещение |                                                                              | ★ Ким Тхэ Кен, Хон Сын Чхоль — «Ночная сова»               |
| Лучшая операторская работа и освещение | Ким Джи Ен, Пак Чжун у — «В паутине»                                         |                                                            |
| Лучшая операторская работа и освещение | Ким Ен Хо, Хван Сун Ук — «Луна»                                              |                                                            |
| Лучшая операторская работа и освещение | Чхве Ен Хван, Ли Чжэ Хек — «Контрабандистки»                                 |                                                            |
| Лучшая операторская работа и освещение | Чо Хен Рэ, Ли Кил Гю — «Выжившие. Бетонная утопия»                           |                                                            |
| Лучшая работа художника-постановщика   |                                                                              | ★ Чон И Чжин - «В паутине»                                 |
| Лучшая работа художника-постановщика   | Ли Ху Ген - «Контрабандистки»                                                |                                                            |
| Лучшая работа художника-постановщика   | Ким Мин Хе — «Балерина»                                                      |                                                            |
| Лучшая работа художника-постановщика   | Чо Хва Сон, Чхве Хен Сок — «Выжившие. Бетонная утопия»                       |                                                            |
| Лучшая работа художника-постановщика   | Ли Ха Чжун — «Ночная сова»                                                   |                                                            |
| Лучшая музыка                          |                                                                              | ★ Чан Киха — «Контрабандистки»                             |
| Лучшая музыка                          | Mowg — «В паутине»                                                           |                                                            |
| Лучшая музыка                          | Ким Хэ Вон — «Выжившие. Бетонная утопия»                                     |                                                            |
| Лучшая музыка                          | Gray — «Балерина»                                                            |                                                            |
| Лучшая музыка                          | Хван Сан Чжун — «Герой»                                                      |                                                            |
| Технические достижения                 |                                                                              | ★ Джин Чжон Хен (визуальные эффекты) — «Луна»              |
| Технические достижения                 | Ын Чжэ Хен (визуальные эффекты) — «Выжившие. Бетонная утопия»                |                                                            |
| Технические достижения                 | Юн Чжон Хи (Художник по костюмам) — «Контрабандистки»                        |                                                            |
| Технические достижения                 | Хо Мен Хон, Юн Сон Мин (каскадер) — «Криминальный город: Разборки в Пусане»  |                                                            |
| Технические достижения                 | Пак Ён Ки (Звукорежиссер) — «Ночная сова»                                    |                                                            |
| Лучший короткометражный фильм          | ★ Фамилия Гхва                                                               | ★ Фамилия Гхва                                             |
| Лучший короткометражный фильм          | Комната, в которой живут две женщины                                         |                                                            |
| Лучший короткометражный фильм          | Мир приветствий                                                              |                                                            |
| Лучший короткометражный фильм          | Девушка из Янним-донга                                                       |                                                            |
| Лучший короткометражный фильм          | Хороший мальчик-конфетка                                                     |                                                            |
| Популярная звезда                      | ★ Сон Джунги                                                                 | ★ Сон Джунги                                               |
| Популярная звезда                      | ★ Чо Ин Сон                                                                  |                                                            |
| Популярная звезда                      | ★ Ким Сонхо                                                                  |                                                            |
| Популярная звезда                      | ★ Пак Поён                                                                   |                                                            |
| Выбор зрителей                         | ★ Криминальный город: Разборки в Пусане                                      | ★ Криминальный город: Разборки в Пусане                    |
| Выбор зрителей                         | Контрабандистки (2-е место)                                                  |                                                            |
| Выбор зрителей                         | Выжившие. Бетонная утопия (3-е место)                                        |                                                            |
| Выбор зрителей                         | Ночная сова (4-е место)                                                      |                                                            |
| Выбор зрителей                         | Герой (5-е место)                                                            |                                                            |
| Премия за особые достижения            |                                                                              | ★ Ким Хе Су                                                |